# Oskar Palm
Nils Gustaf Oskar „Osse“ Palm (* 21. Januar 1904 in Stockholm; † 10. September 1957 ebenda) war ein schwedischer Fußballspieler.

## Werdegang
Palm spielte zunächst bei Djurgårdens IF. Vor Beginn der ersten Spielzeit der Allsvenskan im Sommer 1924 wechselte er zum Lokalrivalen AIK. Am 3. August des Jahres feierte er im Auftaktmatch der Liga sein Pflichtspieldebüt für den neuen Klub, als man im heimischen Stockholmer Olympiastadion auf Västerås IK traf. Überraschend ging der Außenseiter durch ein Tor von Gösta Ståhl in Führung, das Spiel konnte jedoch nicht zuletzt wegen zweier Tore von Palm gedreht und mit 5:1 gewonnen werden. Auch in den nächsten beiden Partien schoss er jeweils zwei Tore und führte AIK somit zu Saisonbeginn in die Spitzengruppe der Liga. Dies blieben jedoch seine einzigen Torerfolge in der Debütsaison, so dass er auf eine Statistik von zehn Spielen und sechs Torerfolgen in seinem ersten Jahr in der schwedischen Eliteserie kam. In seiner zweiten Spielzeit lief er noch sieben Mal für AIK in der Allsvenskan auf und erzielte dabei fünf Saisontore. Damit landete er in der internen Torschützenliste an zweiter Stelle hinter Per Kaufeldt. Höhepunkt war das Spiel gegen IFK Göteborg am 13. Mai 1926. Beim 3:1-Erfolg, dem ersten Sieg von AIK gegen die Göteborger seit 1920, erzielte er alle drei Tore. Nach zwei Spielzeiten bei AIK verließ Palm den Klub.
Zunächst heuerte Palm bei Reymersholms IK an, kehrte aber nach einer Spielzeit zu seinem Heimatklub Djurgårdens IF zurück. Dort spielte er abermals in der Allsvenskan und fügte seiner Spielerkarriere noch neun Erstligaeinsätze und zwei weitere Tore hinzu.
Palms Familie besaß mehrere Tankstellen und ein Taxiunternehmen.